# 西高皇街道
西高皇街道，是中华人民共和国河南省平顶山市新华区下辖的一个乡镇级行政单位。

## 行政区划
西高皇街道下辖以下地区：
西高皇村、温集村、高庄村和郝堂村。